# Sadjavka, Nadvirna
Sadjavka (în ucraineană Саджавка) este localitatea de reședință a comunei Sadjavka din raionul Nadvirna, regiunea Ivano-Frankivsk, Ucraina.

## Demografie
Componența lingvistică a localității Sadjavka
     Ucraineană (99,74%)
     Alte limbi (0,23%)
Conform recensământului din 2001, majoritatea populației localității Sadjavka era vorbitoare de ucraineană (99,74%), existând în minoritate și vorbitori de alte limbi.